# Denkschrift zum Vierjahresplan
Hitlers Denkschrift zum Vierjahresplan ist ein historisches Dokument zur Politik des Deutschen Reiches. Hitler verfasste sie im August 1936 und befahl mit ihr die Durchführung des Vierjahresplans, mit dem Kurs auf eine stärkere Autarkie in der Rohstoffversorgung genommen wurde. Sie gilt in der historischen Forschung als ein Schlüsseldokument für Hitlers Kriegspläne.

## Inhalt
Im 1. Teil behauptete er, die Sowjetunion bereite einen Überfall auf Europa vor. Im 2. Teil schrieb er (wie schon in Mein Kampf), Deutschland sei übervölkert und brauche neuen Lebensraum im Osten. Im 3. Teil, dem Kern der Denkschrift, befahl er den maximal möglichen Ausbau der Produktion von:
- synthetischem Benzin
- synthetischem Kautschuk
- einheimischen Eisenerzen und sonstigen Erzen (Reichswerke Hermann Göring)
- synthetischem Fett aus Kohle

Abschließend zeigte Hitler Bewunderung für die sowjetische Zentralverwaltungswirtschaft, die auch im Deutschen Reich eingeführt werden müsse: 

„Die deutsche Wirtschaft […] wird die neuen Wirtschaftsaufgaben begreifen oder sie wird sich eben unfähig erweisen in dieser modernen Zeit, in der ein Sowjet-Staat einen Riesenplan aufrichtet, noch weiter zu bestehen.“

Die Denkschrift endete mit dem Satz

„I. Die deutsche Armee muss in 4 Jahren einsatzfähig sein.

II. Die deutsche Wirtschaft muss in 4 Jahren kriegsfähig sein.“

## Kontext
Hitler überreichte das Exemplar für Hermann Göring persönlich am 2. September 1936 auf dem Obersalzberg. Dieser trug Auszüge der Denkschrift in einer Kabinettssitzung am 4. September 1936 vor, bei der u. a. Reichskriegsminister Werner von Blomberg, Reichsbankpräsident Hjalmar Schacht, Finanzminister Graf Schwerin von Krosigk und der preußische Finanzminister Johannes Popitz teilnahmen. Göring führte sie ein mit den Worten:

„Sie geht von dem Grundgedanken aus, dass die Auseinandersetzung mit Russland unvermeidbar ist.“

Alfred Kube datiert die Entstehung auf Ende August 1936, da Göring am 22. August noch hoffte, rechtzeitig Unterlagen von Wirtschaftsfachleuten zu erhalten, und am 31. August mit der Denkschrift in der Tasche nach Berlin abreiste.
Görings Unterlagen wurden von Carl Krauch ausgearbeitet, der – mit Vollmacht Görings ausgestattet – Unterlagen von allen relevanten Stellen wie der Kaiser-Wilhelm-Gesellschaft, Wirtschaftungsforschungsinstituten und Forschungseinrichtungen aller Art, einfordern konnte.
Hitlers Denkschrift stand in zeitlicher Koinzidenz mit der am 1. August 1936 vorgelegten Augustdenkschrift des Allgemeinen Heeresamtes, verfasst von Friedrich Fromm für das Augustprogramm. Nach Bernhard R. Kroener ist es kein Zufall, dass Hitlers anvisierter Endpunkt der Aufrüstungsphase (1940) sich mit dem des Heeres deckte. Fromms Denkschrift verwies auf die Eigendynamik der Aufrüstung, die durch die erforderliche Mobilmachungskapazität der Rüstungsindustrie eine gesamtwirtschaftliche Zwangslage provoziere, in der dann nur noch Krieg als Ausweg bliebe.
Hans Kehrl berichtet in seinen Erinnerungen, er habe damals über Wilhelm Keppler von der Denkschrift erfahren, und dass Göring sie nicht, auch nicht für kurze Zeit, aus der Hand geben oder den engsten Mitarbeitern vorlesen durfte. Bei einem seiner Tischgespräche äußerte Hitler im Oktober 1941:

„Denkschriften fertige ich nur zu ganz grundsätzlichen Fragen, wie damals dem Vierjahresplan oder im Vorjahr der Ostaktion“

## Überlieferung
Eingehende stilistische und grammatikalische Untersuchungen von Esmonde M. Robertson ergeben, dass sie tatsächlich von Hitler stammt. Ein Dokument stammt aus dem Besitz von Albert Speer, der eine Abschrift des Dokumentes dem Verteidiger von Hjalmar Schacht, Rudolf Dix, zuspielte, der es als Beweisstück „Schacht Exhibit Nr. 48“ in den Nürnberger Prozess gegen die Hauptkriegsverbrecher einbrachte. In einer Erläuterung zum Dokument gab Speer an, es 1944 von Hitler erhalten zu haben. Die Abschrift haben seine Sekretärinnen Edith Magiera und Annemarie Kempf angefertigt und wurde von dem britischen Captain D.I.W. Goode beglaubigt. Übermittelt wurde das Dokument vom Lagerkommandanten des Gefangenenlagers Dustbin, wo Speer gefangen gehalten wurde. Speer gab an, dass es nur in 3 Exemplaren existiere: neben seinem eines für Göring und ein Exemplar für den Reichskriegsminister Werner von Blomberg.
Im Wilhelmstraßen-Prozess wurde das Dokument als Beweisstück NI-4955 von der Anklage eingeführt.
Die Denkschrift wurde 1955 erstmals vollständig veröffentlicht.
Im Russischen Staatlichen Militärarchiv Moskau befindet sich das Exemplar für Göring.

## Beurteilung
Walther Hofer bemerkt, dass Hitler mit der Abfassung der Denkschrift ausgerechnet im Olympiademonat August begann; wäre der Inhalt publik geworden, wäre das mit viel Aufwand propagierte Bild vom friedliebenden Deutschland gründlich gestört worden. Das Dokument ist ein schlagender Beweis, dass Hitler von seinem in Mein Kampf verkündeten Programm „nicht ein Jota“ abgewichen ist. Das Ziel der Autarkie Deutschlands innerhalb von 4 Jahren konnte nicht erreicht werden, weil es viel zu ehrgeizig war. Es gehörte zu Hitlers Taktik, immer Maximalziele zu setzen. Die Kriegsfähigkeit der Wehrmacht 1940 wurde zwar erreicht, ist aber nur durch die Einverleibung von Österreich und der CSR ermöglicht worden.
Anja Bagel-Bohlan merkt an, dass Deutschland für den Zweiten Weltkrieg weder einen Kriegs- noch einen Rüstungsplan besaß. Auch in der Denkschrift fehlten detaillierte Angaben, wie die „kriegsfähige“ Wirtschaft beschaffen sein solle und vor allem, für welchen Krieg sie bereit sein solle. Das heißt, mit welchem gegnerischen Kriegspotential zu rechnen war. Für Kurt Pätzold ist in dem Dokument ablesbar, wie Hitler sich die deutsche Rüstungsbasis bei Kriegsbeginn vorstellte. Sie sollte die Importabhängigkeit von kriegswichtigen Rohstoffen beseitigen und so die freie Wahl der Kriegseröffnung und der Angriffsrichtung ermöglichen. Nach Dietrich Eichholtz geht hingegen aus der Denkschrift hervor, dass Hitler weder an einen Zweifrontenkrieg oder gar einen Weltkrieg dachte, sondern sich einen Krieg gegen den „Bolschewismus“ gegen die UdSSR vorstellte.
Laut Kube hat Hitler die Denkschrift gemeinsam mit Göring erarbeitet und es ist in den wirtschaftlichen Ausführungen deutlich der Einfluss Görings erkennbar. Bemerkenswert ist nach Kube die recht vage Umschreibung der „endgültigen Lösung“, die zwar an die Lebensraumprogrammatik aus Mein Kampf anknüpfte, aber auch traditionelle Großwirtschaftsraum-Vorstellungen nicht ausschloss. In der Vagheit und dem Nicht-Konkreten zeige sich der Kompromiss zwischen dem „autoritären Nationalisten Göring und dem völkischen Rassisten Hitler“.
Adam Tooze erklärt den Unterschied zur Hoßbach-Niederschrift, in der Hitler den Zeitpunkt 1943–1945 als Kriegsbeginn anvisierte, mit Verzögerung der deutschen Rüstungsmaßnahmen und der Aufrüstung der anderen europäischen Mächte.
Nach Ludolf Herbst ging Hitler von einem längeren Krieg unter Blockadebedingungen aus, einem Krieg, der nicht stattgefunden hat. Der Vierjahresplan verringerte zwar die Auslandsabhängigkeit, jedoch blieb Deutschland, um einen längeren Krieg zu führen, auf Expansion angewiesen. Die Verhüttung der eisenarmen Salzgittererze ist sogar durch die spätere Expansion völlig entwertet worden.
Für Walter Bernhardt verfolgte Hitler in der Denkschrift das Konzept einer „Blitzrüstung“, die für den Blitzkrieg gebraucht wurde. Sie musste schnell gehen, 4 Jahre, um das Wettrüsten mit den wirtschaftlich stärkeren Staaten zu vermeiden. Außerdem musste sie flexibel sein, da jeder einzelne Feldzug eine andere Wehrmacht erforderte und daher der deutsche Produktionsapparat fähig sein musste, sehr schnell den Schwerpunkt von einem Gebiet der Rüstung auf ein anderes zu verlagern. Grundinvestitionen in einem bestimmten Rüstungssektor hätten jedoch die Flexibilität nur behindert.
In der historischen Literatur wird die Denkschrift oft als Beweis für die Diktatur Hitlers über die Wirtschaft angeführt. Nach Eichholtz werden dabei die komplizierten und spannenden Ereignisse im Hintergrund ausgeblendet, nach denen sich die sogenannte „Vierjahresplangruppierung“, ein militärisch-industrieller Komplex, dessen industriellen Kern die I.G. Farben bildete, in die entscheidenden Machtpositionen schob. Ebenso meint auch Ian Kershaw, dass sich Hitlers Denkschrift zwar wie ein klarer Beweis für den Primat der Politik über die Wirtschaft lese, aber sie am Ende eines Prozesses stand, in dessen Verlauf der Chemiegigant I.G. Farben, der die technischen Details für den Vierjahresplan lieferte, in der Wirtschaft die beherrschende Stellung eroberte.